# SpX-DM2
SpX-DM2 oftewel SpaceX Demonstration Mission 2 (ook vaak Demo 2 genoemd) in 2020 was SpaceX' tweede orbitale testvlucht en eerste bemande vlucht met een ruimtevaartuig van het type Dragon 2 (alias Crew Dragon) en tevens de eerste bemande ruimtevlucht vanuit de Verenigde Staten sinds de laatste spaceshuttlevlucht in 2011. Ook was het de eerste bemande orbitale ruimtevlucht met een commercieel ruimteschip.
De vlucht stond aanvankelijk gepland voor “niet eerder dan” juli 2019 maar werd na een mislukte statische test voor onbepaalde tijd opgeschort. In juni 2019 werd een “op zijn vroegst datum” vastgesteld voor november 2019. Die werkdatum werd opgeschoven naar het eerste kwartaal van 2020 en daarna in verband met doelen van NASA naar het tweede kwartaal. Op 17 april 2020 werd de lanceerdatum vastgesteld op 27 mei. De lancering moest die dag worden uitgesteld wegens slecht weer en werd verschoven naar 30 mei met 31 mei als reservedatum. Op 30 mei kwam het tot lancering.
NASA en SpaceX besloten het verblijf van de bemanning in het ISS te zullen verlengen tot een volwaardige missie van enkele maanden. Daarom werd voor de bemanning extra tijd voor trainingen ingepland. De Crew Dragon werd met een Falcon 9 gelanceerd vanaf Lanceercomplex 39A van het Kennedy Space Center. Tijdens de vlucht werd duidelijk dat de vlucht tot 2 augustus 2020 zou duren. De vlucht was onderdeel van NASA’s Commercial Crew Development-programma en is de tweede van de twee orbitale testvluchten die SpaceX moest uitvoeren voordat het missionaire Commercial Crew-vluchten mag uitvoeren.

## Vertraging
Wat betreft de planning werd in het voorjaar van 2019 duidelijk dat DM2 niet in juli van dat jaar kon plaatsvinden omdat in april 2019 de DM1-Crew Dragon (C201) tijdens een statische test explodeerde en verloren ging. Deze zou voor de In-flight abort test worden gebruikt. Die test moest met succes worden uitgevoerd alvorens vlucht DM2 plaatsvindt. 
Het duurde enkele maanden tot de oorzaak van die explosie gevonden werd. Het Crew Dragon-ontwerp moest naar aanleiding daarvan worden aangepast en getest. Het was de bedoeling Dragon C205 voor deze vlucht te gebruiken, maar die werd na het verliezen van C201 voor de Inflight Abort-vlucht gebruikt. Het werd daarom Dragon C206 waarmee deze vlucht werd uitgevoerd. Die moest ten tijde van de C201-explosie nog worden afgebouwd. 
De In-flight Abort-test vond plaats op 19 januari 2020. Ook was de ontwikkeling van sterkere landingsparachutes nodig voor de vlucht. Die parachutes werden in het najaar van 2019 getest en gecertificeerd. 
SpaceX had in februari alles gereed om de lancering op korte termijn te kunnen voorbereiden. Het was toen nog niet duidelijk wanneer NASA klaar zou zijn voor de vlucht. De missie werd op verzoek van NASA verlengd om de bemanning langer in het ISS te houden en zodoende minder Sojoez-stoelen te hoeven kopen terwijl het ISS wel voldoende bemand zou zijn. Dat vergde echter meer voorbereidingstijd voor de bemanning. De missie kon daarom pas in het tweede kwartaal van 2020 plaatshebben. 
7 mei werd in februari 2020 als richtdatum genoemd met daarbij de kanttekening dat de datum zowel enkele weken naar voren als naar achteren kon worden geschoven naargelang de voorbereiding en de planning van het ISS. In maart 2020 werd als richtdatum midden tot eind mei genoemd. Die maand oefende de Crew uitgebreid een serie simulaties van de vlucht naar het ISS.

## Doel en planning van de vlucht
De bemande ruimtevlucht zou naar het ISS gaan en iets meer 19 uur na de lancering zelfstandig aankoppelen en daar enige tijd blijven. Na afkoppeling zou de Crew Dragon binnen 24 uur terugkeren in de atmosfeer aan parachutes en normaliter in de Atlantische Oceaan voor de kust van Cape Canaveral (Florida) landen en door bergingsschip Go Searcher worden geborgen. Mocht een landing ten oosten van Florida niet mogelijk zijn, dan waren er ook landingslocaties in de golf van Mexico ten westen van Florida beschikbaar en wordt bergingsschip Go Navigator gebruikt. De eerste trap van de Falcon 9 zou op het zelfsturende droneschip Of Course I Still Love You landen. 
Een van de testdoelen was het handmatig besturen van de Crew Dragon. Een ander doel was het testen van de Crew Dragon als vluchtplaats mocht er iets mis gaan in het ISS. Verder moest de Crew Dragon binnen een uur na de landing op het bergingsschip staan. Dat was het enige doel dat bij DM1 net niet lukte. Naast de bemanning werd er zowel heen als terug vracht mee genomen.

### Tijdlijn van de geplande gebeurtenissen op de lanceerdag en vlucht naar het ISS
Dit was de geplande tijdlijn voor een lancering op 27 mei. Omdat de lancering uitgesteld werd, wijken de tijden van het bijsturen en koppelen van het ruimteschip af omdat de baan van het ISS ten opzichte van de lanceerbasis iedere dag anders is.
| Tijd       | Gebeurtenis |
| ---------- | --- |
| T-04:59:59 | Uitlijning van de traagheidmeters van de Crew Dragon |
| T-04:30:00 | De tanks met hypergolische vloeistoffen voor de Draco- en SuperDraco-motoren worden onder druk gezet. |
| T-04:15:00 | De weersverwachting wordt doorgenomen. |
| T-04:05:00 | NASA draagt de bemanning officieel over aan SpaceX |
| T-04:00:00 | De bemanning trekt hun intravehiculaire ruimtepakken aan en die worden gecontroleerd op lekkage |
| T-03:22:00 | De bemanning verlaat het Ops & Checkout gebouw en neemt plaats in de Tesla model X’ die hen naar het lanceerplatform zal brengen |
| T-03:15:00 | De bemanning rijdt naar lanceerplatform 39A |
| T-02:55:00 | De bemanning arriveert na een rit van 13,6 km bij het lanceerplatform. |
| T-02:40:00 | De bemanning loopt door de toegangsarm naar de Crew Dragon. |
| T-02:35:00 | De bemanning neemt plaats in de Crew Dragon. |
| T-02:20:00 | De communicatiesystemen worden nagelopen. |
| T-02:15:00 | De zittingen worden omhoog gekanteld waardoor de bemanning in de beste positie voor de lancering zit en bij de bedieningspanelen kan. |
| T-02:14:00 | De ruimtepakken en aansluitingen worden op lekkage gecontroleerd |
| T-01:55:00 | Het luik van de Crew Dragon wordt gesloten en het assisterend personeel verlaat het platform |
| T-01:10:00 | De exacte locatie en baan van het ISS worden in de boordcomputer van de Crew Dragon geladen |
| T-00:45:00 | De Go/No Go poll wordt gehouden alvorens de raket mag worden volgetankt |
| T-00:42:00 | Als alles Go is wordt de toegangsarm weggetrokken van de Crew Dragon |
| T-00:37:00 | De ontsnappingsmotoren worden op scherp gezet waardoor de Crew Dragon kan wegkomen van de raket mocht die ontploffen uit elkaar vallen of in brand vliegen tijdens het tankproces of de lancering.                                                                                       |
| T-00:35:00 | Het voltanken van de tanks voor RP-1 (raket kerosine) en cryogene zuurstof van de eerste trap begint en ook de RP-1 tank van de tweede trap wordt volgetankt |
| T-00:16:00 | De cryogene zuurstoftank van de tweede trap wordt gevuld |
| T-00:07:00 | De Merlin 1D-motoren worden voorgekoeld |
| T-00:05:00 | De Crew Dragon schakelt over op de elektriciteit uit zijn eigen accu’s |
| T-00-01:00 | De boordcomputer loopt alle systemen nogmaals na en de brandstoftanks van de raket worden onder druk gebracht |
| T-00:00:45 | De Launch Commander checkt nog een laatste maal of alle systemen klaar zijn voor de lancering |
| T-00:00:03 | De negen hoofdmotoren worden gestart |
| T0         | De raket stijgt op, de voedingslijnen worden losgekoppeld en de Transporter-Erector klapt weg van de opstijgende raket |
| T+00:00:58 | Max Q oftewel maximale dynamische druk. Het meest kritieke moment van de vlucht waarbij de meeste krachten op de raket inwerken |
| T+00:02:30 | MECO, Main Engine Cutoff. De motoren van de eerste trap schakelen uit. |
| T+00:02:34 | Ontkoppeling eerste trap |
| T+00:02:36 | Ontsteking hoofdmotor tweede trap |
| T+00:07:12 | De herbruikbare eerste trap ontsteekt zijn motoren om af te remmen voor de terugkeer in de atmosfeer. Door de lagere snelheid veroorzaakt de raket minder compressie in de atmosfeer waardoor minder plasma ontstaat. Hierdoor wordt de raket minder aan te terugkeerhitte blootgesteld. |
| T+00:08:43 | SECO, Second Stage Engine Cutoff; De tweede trap zet zijn motor uit |
| T+00:08:45 | De eerste trap ontsteekt een aantal motoren om rechtstandig op het dek van het zelfsturende droneschip Of Course I Still Love You te landen. |
| T+00:09:09 | De eerste trap landt zo’n 510 kilometer van de lanceerplaats op het Droneschip |
| T+00:12:00 | Nadat is gecontroleerd of de Crew Dragon zich in een juiste baan bevindt, ontkoppelt deze zich van de tweede trap. |
| T+00:12:46 | De neuskap wordt geopend |
| T+00:49:00 | Na een aantal testmanoeuvres om de werking van de stuurmotoren te checken wordt de snelheid met 16.11 meter per seconde verhoogd om in de baan van het ruimtestation te komen |
| T+09:44:44 | Er wordt een kleine koerscorrectie uitgevoerd |
| T+11:10:15 | De Crew Dragon laat zijn achterwaarts gerichte Draco motoren ontbranden om de snelheid met 44,2 meter per seconde te verhogen en zo dichter bij het ISS te komen |
| T+11:55:01 | Weer worden de achterwaartse Draco’s gebruikt. Ditmaal is de versnelling 57,89 meter per seconde. Dit manoeuvre moet de capsule in een cirkelvormige baan rond de Aarde brengen. |
| T+17:40:24 | Na een aantal koers/snelheid correcties komt de Crew Dragon tot op 400 meter van het ISS waarna alle systemen voor het aankoppelen worden gecontroleerd alvorens tot de fase van rendez-vous wordt overgegaan.                                                                           |
| T+18:15:24 | De Crew Dragon neemt zijn eerste aanvliegpositie in en houdt 220 meter afstand van het ISS |
| T+18:51:24 | De definitieve toestemming voor verder binnengaan van de veilige zone wordt gegeven |
| T+18:56:24 | De Crew Dragon neemt zijn tweede aanvliegpositie op 20 meter van de koppelpoort in. |
| T+19:01:24 | De Capsule komt in beweging om naar de koppelpoort te vliegen |
| T+19:06:24 | De Crew Dragon maakt fysiek contact met de koppelpoort |
| T+19:06:26 | De koppelmechanismes sluiten en de Crew Dragon is aangemeerd. |

## Bemanning
Op 3 augustus 2018 werden de namen van de NASA-astronauten voor de testvluchten en eerste missionaire vluchten van het Commercial Crew-programma bekendgemaakt.
Voor DM2 werden spaceshuttleveteranen Robert (Bob) Behnken en Douglas (Doug) Hurley geselecteerd. NASA-astronaut Kjell Lindgren heeft enige tijd getraind om indien nodig een van de bemanningsleden te kunnen vervangen. Door de verlenging van de missie en de missiespecifieke training had NASA geen reserve meer voor deze vlucht.
| Positie                             | Ruimtevaarder                        |
| ----------------------------------- | ------------------------------------ |
| Gezagvoerder                        | Douglas Hurley, NASA 3e ruimtevlucht |
| Piloot (joint operations commander) | Robert Behnken, NASA 3e ruimtevlucht |

## Voorbereiding
Op 3 augustus 2018 werd de bemanning geselecteerd. Hurley en Behnken waren beiden al sinds 2015 nauw bij de ontwikkeling van de Commercial Crew-ruimtevaartuigen betrokken.
Op 30 augustus 2019 werd booster B1058 getest op SpaceX’ testterrein in McGregor Texas. In februari 2020 werd Crew Dragon C206 opgeleverd. In maart en april 2020 werd de vlucht uitgebreid geoefend in een Crew-Dragon-simulator. Ook werd getraind voor het missionaire verblijf van de bemanning in het ISS. Op 1 mei 2020 werd de 27e en laatste parachutetest met succes uitgevoerd waarmee de MK-3 parachutes zijn goedgekeurd. Op 7 mei 2020, drie weken voor de geplande lancering, was de training van de bemanning voltooid.
Op 16 mei gingen Hurley en Behnken in de gebruikelijke quarantaine. Op 18 mei werd de Crew Dragon van SpaceX’ Dragon Processing Facility naar de integratiehangar van Lanceercomplex 39A overgebracht om aldaar op de raket te worden gemonteerd. Ook vertrok die dag bergingsschip Go Searcher naar Pensacola dat nabij de reserve-landingsplaats in de Golf van Mexico ligt. Diezelfde dag nam NASA’s hoofd bemande ruimtevaart Doug Loverro ontslag “omdat hij fouten zou hebben gemaakt”. Die fouten zouden overigens geen betrekking op het Commercial Crew-programma hebben. Door het vertrek van Loverro moest de Flight Readiness Review die op 21 en 22 mei plaatsvond door een ander worden voorgezeten. Het vertrek van Loverro werd een dag later bekendgemaakt en oogstte gezien de timing veel kritiek.
Op 20 mei arriveerde de bemanning op het Kennedy Space Center waar Hurley en Behnken net als eerdere astronauten de laatste week in het NASA Beach House verbleven. Op 21 mei werd de raket met de capsule op het lanceerplatform geplaatst voor de generale repetitie met statische start. Op 22 mei werd na twee dagen vergaderen geconcludeerd dat alles gereed was om tot de daadwerkelijke lancering over te gaan. Ook werd later die dag met succes de technische generale repetitie gehouden waarbij dezelfde tijdsplanning als op de lag van de lancering wordt aangehouden. De statische start, waarbij de motoren worden gestart en gedurende enkele seconden branden, maar de raket niet wordt losgelaten, vond dus plaats om 20:33 UTC. Ook vertelden Hurley en Behnken tijdens een online persconferentie dat ze een naam voor Crew Dragon C206 hadden die ze op een later tijdstip zouden bekendmaken.
Op 23 mei gaf de Space Force een weervoorspellingsanalyse voor 27 mei af die een kans van slechts 40% op gunstige weersomstandigheden gaf. Ook werd die dag de generale repetitie met de bemanning gehouden. Op 24 mei kondigde president Trump aan naar het Kennedy Space Center af te reizen om de lancering bij te wonen. In de ochtend van 25 mei waren de weersvooruitzichten niet verbeterd maar die avond leek de kans op gunstig lanceerweer 60%. Ook werd wederom een Flight Readiness Review gehouden met als conclusie dat alles “Go” is om door te gaan. Op 26 mei bleef de 60% kans op gunstig lanceerweer overeind.

## Vlucht

### Afgebroken poging 27 mei 2020
Op de ochtend van 27 mei was de kans op gunstig weer afgenomen tot 50%. Bob en Doug kwamen aan bij het Ops & Checkout-gebouw van het Kennedy Space Center en begonnen met het plakken van hun mission patches (zowel die van NASA als die van SpaceX) op de Tesla Model X’ die hen later die dag naar het lanceerplatform zou brengen. 
Ondanks de onweersbuien en het niet al te goede weerbericht werd vijf uur tevoren besloten door te gaan met de voorbereidende lanceerprocedures in de hoop dat het weer voldoende opknapte om te kunnen lanceren. 
Vier uur voor de lancering nam de kans op gunstig lanceerweer af tot 40%. De astronauten stapten na het verlaten van het Ops & Checkout-gebouw en een korte ontmoeting met hun vrouwen en kinderen, samen in de achterste van de twee Tesla’s en vertrokken richting het lanceerplatform. Alles werd in een gezamenlijke webcast van NASA TV en SpaceX die ruim vier uur voor de geplande lancering begon in beeld gebracht. 
Iets eerder dan gepland klommen Doug en Bob in de Crew Dragon nadat ze hun handtekening op de wand van de toegangsarm hadden gezet. Ook het sluiten van het luik gebeurde eerder dan het draaiboek aangaf. Met nog ongeveer twee uur te gaan werd gemeld dat een naderend onweerssysteem dat de lancering bedreigde boven Orlando aan intensiteit verloor. Een uur en 10 minuten tevoren waren alle systemen “Go” om door te gaan maar het weer bleef zorgen baren. Met 45 minuten te gaan werd besloten de voorbereidingen waaronder het vullen van de brandstoftanks van raket door te zetten en het weer te blijven monitoren. 
Met 16 minuten te gaan was de verwachting dat het weer onvoldoende zou verbeteren en werd de lancering afgebroken. Hierop werd een omgekeerd programma in werking gezet om de brandstoftanks te legen en de bemanning veilig uit de capsule te krijgen. Na ruim anderhalf uur kon het luik van de Crew Dragon worden geopend en kon de bemanning de capsule verlaten.

### Lancering 30 mei 2020

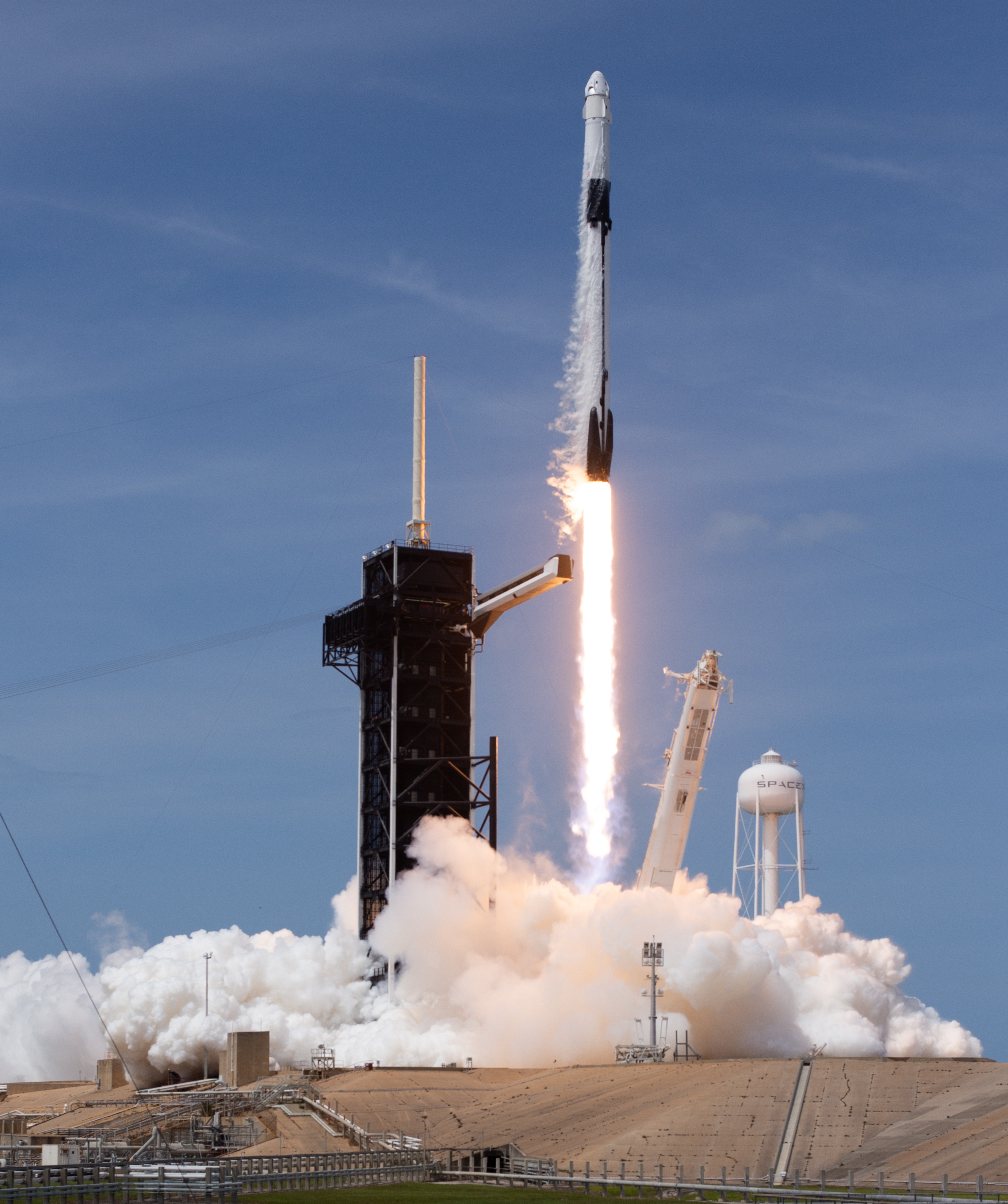
Een Falcon 9-raket lanceert Crew Dragon Endeavour

De volgende mogelijke lanceerdata waren 30 en 31 mei. Op 27 mei gaf het weersvooruitzicht voor 30 mei, een kans van 40% op gunstige weersomstandigheden. Op 28 mei werd voor zowel de 30e als 31e mei 40% kans op gunstig lanceerweer gegeven. Mocht het op 30 of 31 mei niet tot een lancering komen, dan zouden er zich 2, 3 en 4 juni ook lanceermogelijkheden voordoen gezien de baan van het ISS. 
Tijdens de persconferentie in de ochtend van 29 mei was het vooruitzicht op gunstig lanceerweer voor 30 mei verbeterd tot 50% en voor 31 mei 60%. Net als op 27 mei waren het de verwachte onweerssystemen waar Florida in het voorjaar en zomer veel mee te maken heeft die de lancering konden dwarszitten. NASA’s directeur Bridenstine gaf aan dat ze zich niet onder druk lieten zetten en alleen te lanceren als alles er klaar voor was. Als die avond de vooruitzichten voor 30 mei niet zouden verbeteren zou hij de tweede poging doorschuiven naar 31 mei. 
Maar er werd vastgehouden aan 30 mei. Op de ochtend van 30 mei was de kans op gunstig lanceerweer nog altijd 50% en werd besloten door te gaan met de procedures voor een lancering die dag. Met nog twee en een half uur te gaan leek het weer, hoewel grillig, op T0 gunstig genoeg te zullen zijn voor een lancering. Verwachte onweersbuien namen op dat moment af in heftigheid. Met nog 45 minuten te gaan was alles, inclusief het weer Go met een kans van 70% op gunstig lanceerweer op T0. Dit hield in dat de voorbereidende procedures voor het voltanken van de raket werden opgestart. Alles verliep vanaf dat moment volgens plan en de Crew Dragon werd om 21:22 uur MEZT met succes gelanceerd.

### Reis naar het ISS
Een aantal uur na de lancering na de eerste twee koersaanpassingen hadden Bob en Doug een kort live persmoment waarbij ze de Crew Dragon de naam Endeavour gaven. Endeavour was ook de naam van de Space Shuttle waarmee beiden hun eerste ruimtevlucht maakten. Die shuttle was op zijn beurt weer naar het schip van ontdekkingsreiziger James Cook genoemd. Na het persmoment werden de camera’s uitgeschakeld gingen ze slapen. 
De volgende ochtend werd de bemanning gewekt met Planet Caravan van Black Sabbath, waarna de derde koersaanpassing werd uitgevoerd en de Crew Dragon het ISS begon te naderen. Bij aanvliegpunt 0 op 400 meter van het ISS werd niet stil gehouden, maar zeer langzaam doorgevlogen tot aanvliegpunt 1 dat op 220 meter is. Daar bleef de capsule om 13:27 UTC stil hangen voor het checken van de systemen en uitwisselen van informatie tussen de boordcomputers van de Dragon en het ruimtestation. Na enkele minuten werd de positie van de Dragon gecorrigeerd zodat deze in een rechte lijn voor de koppelpoort hing. Daarna werd overgeschakeld op handmatige besturing om die te testen. 
In die handmatige modus vloog de dragon naar aanvliegpunt twee (20 meter). In de uren kort na de lancering hadden Bob en Doug ook al een aantal minuten handmatig gestuurd. Na aankomst vertelden ze dat het ruimteschip precies zo reageerde als de simulator waarin ze tijdens de voorbereiding hadden geoefend. Onderweg naar aanvliegpunt 2 kreeg de bemanning van astronaut Chris Cassidy, die reeds in het ruimtestation verbleef, te horen dat het ISS klaar was voor aankoppeling. 
Om 14:10 werd aanvliegpunt 2 bereikt waarop werd stilgehouden en de helmen van ruimtepakken moesten worden gesloten. Vanaf dat punt werd weer op automatische besturing overgegaan en om 14:12 UTC mocht het definitieve aanvliegen worden gestart. Met minder dan 10 cm per seconde naderde de Dragon het ISS en om 14:16 UTC werd boven de noordgrens van China contact (soft capture) gemaakt. 
Nadat de besturing van het ISS weer door de gyroscopen was overgenomen (tijdens de koppeling worden stuwers gebruikt) kon worden overgegaan tot de stevige aankoppeling (hard capture) waarbij de Crew Dragon met twaalf pinnen werd vastgezet en tegen de koppelpoort wordt aangetrokken. Dit proces was om 14:27 UTC voltooid. 
Na de koppeling werd de luchtdruk in de tussenruimtes tussen de drie luiken van het ISS en de Dragon door Chris Cassidy gelijk gemaakt en ook de druk in de capsule werd daaraan aangepast. Om 17:02 UTC werd het laatste luik geopend. Om 17:23 UTC gingen Bob en Doug het ISS binnen waarbij een korte welkomsceremonie werd gehouden met de reeds aanwezige bemanning van ISS-Expeditie 63 en enkele toespraken van politici en NASA-baas Jim Bridenstine vanuit het Johnson Space Center in Houston. Hierna begon het verblijf van de bemanning als ISS-personeel.
Op 2 juni 2020 kwam het landingsschip Of Course I Still Love You met Falcon 9-booster B1059 aan in Port Canaveral om aan land gebracht te worden voor hergebruik.

### Deelname ISS-Expeditie 63
Op 9 juni meldde NASA’s interim hoofd ruimtevaart Ken Bowersox dat de Endeavour naar verwachting werkte en de missie in elk geval tot augustus zou worden verlengd. 
Robert Behnken heeft eind juni en begin juli twee ruimtewandelingen gemaakt met Christopher Cassidy om accu’s van het ISS te vervangen.

### Terugweg

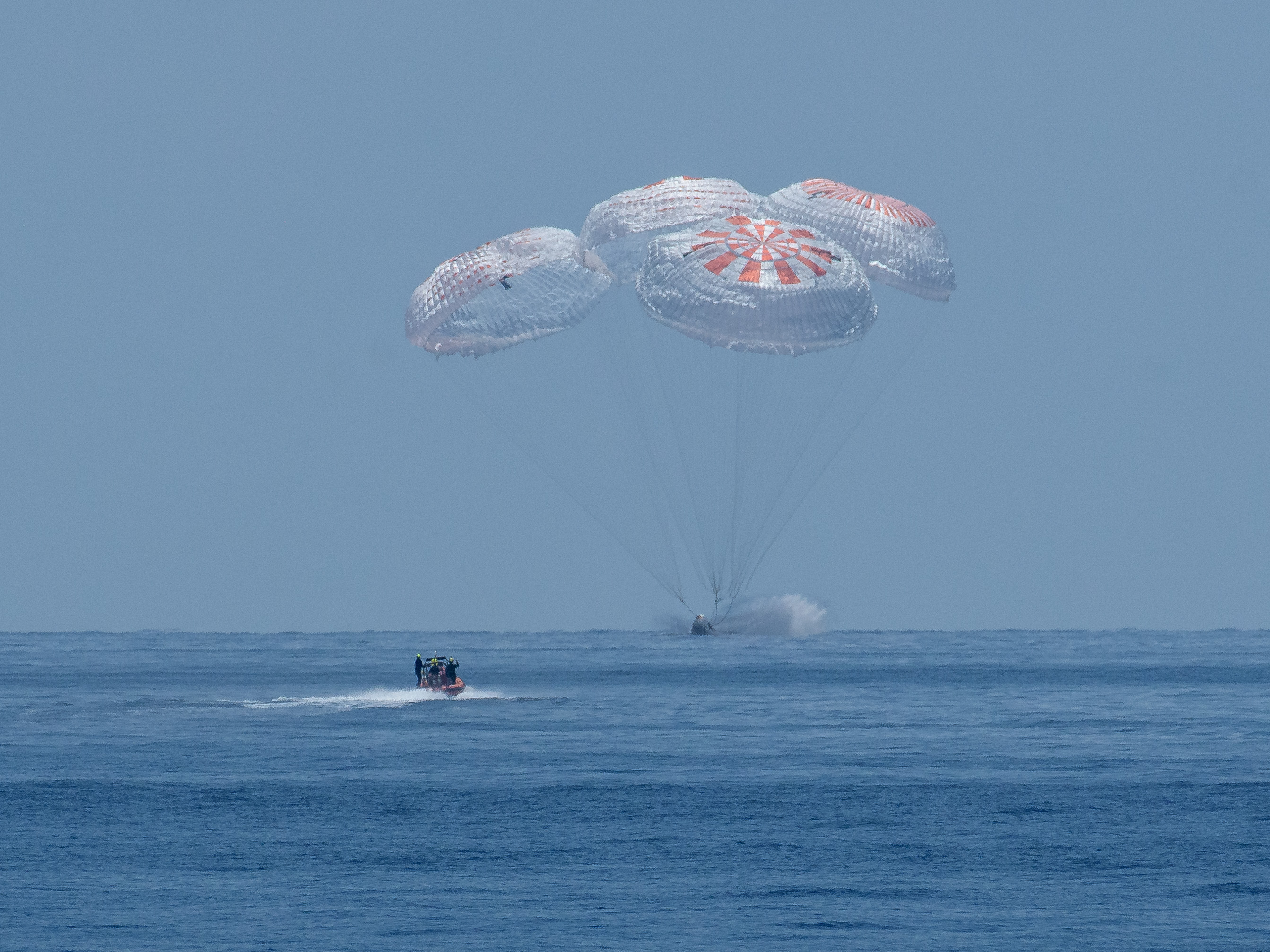
Splash down

Op 17 juli twitterde NASA directeur Jim Bridenstine, dat 1 augustus als datum voor de afkoppeling van de Endeavour was gepland. Op 28 juli gaf het Amerikaanse weerinstituut NOAA aan dat er een tropische depressie op Florida afstevende die mogelijk tot orkaan uitgroeide en in potentie de omstandigheden alle landingszones (zowel ten oosten als ten westen van Florida) zou kunnen beïnvloeden.
De depressie groeide op 30 juli uit tot een tropische storm die de naam Isaias kreeg. De voorspelde route van de storm werd oostelijker wat een eventuele landing in de Golf van Mexico mogelijk zou kunnen maken. NASA gaf aan het weer te blijven monitoren en te kijken wat het beste plan voor de landing was. 
Op 1 augustus werd bekendgemaakt dat de landing volgens planning doorging, maar de landing op zee in de Golf van Mexico ongeveer 30 mijl ten zuiden van Pensacola, zou plaatsvinden.
Na een vertrekceremonie namen Hurley en Behnken plaats in de Endeavour om de systemen op te starten. Daarna werden de luiken van de Crew Dragon en het ISS gesloten waarop de Endeavour volgens planning afkoppelde en afstand van het ISS nam. Hierna ging de bemanning slapen. 
De volgende dag werden Doug en Bob gewekt door hun zoons waarna naar de terugkeerboost kon worden gewerkt. Na de terugkeerboost viel de capsule terug in de atmosfeer. Gedurende zes minuten was er geen communicatie mogelijk omdat de hete plasmastromen rond de capsule het radioverkeer blokkeerden. Nadat de zogenaamde "six minutes of terror" voorbij waren werden de twee stabilisatieparachutes ontplooid. Vervolgens trokken die de vier hoofdparachutes tevoorschijn die zich gefaseerd ontplooiden waarna de capsule langzaam richting het wateroppervlak daalde.
De splash down (landing op zee) vond plaats op 2 augustus om 18:48 UTC. Direct daarop werden de parachutes afgekoppeld om te voorkomen dat ze de capsule op sleeptouw zouden nemen of omver zouden trekken.
Over de terugkeer zei Behnken een twee dagen later dat hij de Crew Dragon niet meer ervoer als een machine maar dat het was alsof hij in een beest zat dat tot leven kwam. Hij wees op het geluid van de standregelraketten waarvan iedere actie in een beweging voelbaar was, en de klappen bij het ontplooien van de parachutes.

### Berging
Direct na de landing belden Hurley en Behnken als onderdeel van de testmissie met het hoofdkwartier van SpaceX middels een satelliettelefoon. Die telefoon is normaliter bedoeld om overal ter wereld te kunnen communiceren mocht de capsule een noodlanding buiten de gebruikelijke landingszones maken.
Na de landing kwamen, behalve de boten van SpaceX, ook een hoeveelheid privéjachten, waarvan er een aantal “storend dichtbij” kwam. SpaceX’ COO Gwynne Shotwell zei daarover dat de landingszone tot de landing vrij was, maar dat er in de aanvraag van de Notam geen rekening was gehouden met de periode na de landing, waardoor de kustwacht daarop niet kon handhaven. De astronauten konden de bootjes overigens niet zien omdat de ramen van de capsule waren bedekt met roet dat afkomstig was van het hitteschild.
Ondertussen besloot de bemanning, als tijdverdrijf en in afwachting van de berging, die mede door de ongenode bootjes vertraagd, ruim een uur op zich liet wachten, vanuit de capsule met de satelliettelefoon contact op te nemen met hun vrouwen en daarna naar wie er maar in ze op kwam. Dit betrof veel mensen die geen telefoontje van ze hadden verwacht onder wie een paar van hun collega’s en mensen van de vluchtleiding.
De Dragon werd door het bergingsschip GO Navigator uit het water gehesen en in “het nest” - een cirkelvormig kussen dat op het achterdek staat - geplaatst. Daarna werd besloten de tanks te legen omdat er een kleine hoeveelheid stikstoftetraoxide tussen de drukcabine en de buitenwand van de Crew Dragon werd gemeten. SpaceX besloot dat het direct leegpompen van de tanks voortaan in het standaardprotocol wordt opgenomen zodat er geen tijd meer aan metingen en besluitvorming wordt gespendeerd. Nadat alle giftige of gevaarlijke stoffen uit de Endeavour waren gepompt werd het luik geopend en konden de astronauten, eerst Behnken en daarna Hurley, uit de dragon worden geholpen. Na een korte medische check werden de astronauten met een helikopter naar land gevlogen en met een vliegtuig naar Houston gebracht waar ze de pers kort te woord stonden.
GO Navigator voer ondertussen naar de haven van Pensacola. Op de late avond van 3 augustus verliet het bergingsschip Pensacola om de Endeavour naar Port Canaveral te brengen. Op 7 augustus kwam de go navigator met Endeavour aan op Port carnaval om hem daarna klaar te maken voor zijn volgende vlucht (USCV-2).

## Doorgevoerde verbeteringen Crew Dragon
Volgens Gwynne Shotwell, president van SpaceX, verliep de vlucht zelf vlekkeloos, en waren er slechts enkele details bij de berging die nog op verbetering konden rekenen.
Een paar maanden later op 29 september 2020 voegde SpaceX’ Hans Koenigsmann daar nog twee doorgevoerde verbeteringen aan toe. Zo werden een aantal plekken in het hitteschild voor de volgende Crew Dragon nog wat robuuster gemaakt. Dat deden ze omdat die plekken van het ablatieve hitteschild iets meer waren aangetast door de terugkeerhitte dan verwacht. Ook meldde Koenigsmann dat de Crew Dragon in een iets lagere dan beoogde baan was afgezet. Daarom werd het ontwerp geüpgraded met verbeterde navigatiesensoren.

## Trivia

Wormlogo

Meatball-logo

- De Falcon 9-raket Die DM2 lanceerde droeg het “wormlogo” van NASA uit de jaren 1970 en 1980 om de terugkeer naar bemande ruimtevaart vanuit Amerika te vieren. Ook op het achterraam van de twee Tesla Model X’ waarmee de astronauten naar het lanceerplatform rijden is het het wormlogo aangebracht evenals op hun IV-ruimtepakken. Op de portieren van de Tesla’s en op de Crew Dragon zelf is overigens ook het gebruikelijke “meatball logo” van NASA te zien.[12] NASA gaf aan het wormlogo in de toekomst voor speciale gelegenheden vaker van stal te zullen halen.
- Falcon 9 core-booster B1058 werd de eerste booster die 19 lanceringen en landingen haalde. Na de negentiende landing op 25 december 2023 viel deze als gevolg van harde wind en stevige golfslag onderweg naar Port Canaveral om op het droneschip. Het wormlogo was toen door de hoeveelheid roetaanslag op de booster nauwelijks meer zichtbaar.
- Door de coronapandemie moesten de bemanning en assisterend personeel extra voorzichtig zijn om te voorkomen dat ze besmet zouden raken met het coronavirus. Ook had NASA ruimtevaartliefhebbers opgeroepen om niet naar de Space Coast af te reizen maar de lancering thuis via NASA-tv te volgen om zo verdere verspreiding van het virus tegen te gaan. De sheriff van Brevard County riep mensen op om juist wel te komen kijken maar in gezinsgroepjes te blijven en afstand tot andere gezinnen te houden.[13] Op bijzondere lanceringen komen normaliter enkele miljoenen mensen af. Op 27 mei stond de Max Brewer-brug, een populaire plaats om lanceringen te bekijken, helemaal vol met mensen en leek de gestelde minimum afstand van zes voet er niet toe te doen.
- De bemanning van STS-135, de laatste Spaceshuttlemissie, liet bij het verlaten van het ISS een Amerikaanse vlag achter die door de bemanning van het volgende Amerikaanse ruimteschip dat het ISS zou bezoeken mee terug naar aarde moest worden gebracht. Deze vlag was ook op de eerste Spaceshuttle -vlucht. Hurley die ook deelnam aan STS-135 nam deze vlag dus mee terug. SpaceX had op 15 juli 2011 al op Twitter een bericht geplaatst dat zij die vlag zouden meenemen.
- Aan boord van de Endeavour was een knuffeldinosaurus met glitters die als Zero-G-indicator meeging en los door het ruimteschip zweefde zodra de motoren van de raket uit gingen. Deze werd Tremor gedoopt en was een knuffel van Behnkens zoontje.[14]
- Aan boord was ook een mozaïekfoto met een afbeelding van de aarde die is opgebouwd uit 90.000 foto’s van jongeren die tijdens de coronacrisis hun highschooldiploma haalden maar geen diploma-uitreiking hadden gehad.
- Tijdens de persconferentie na de lancering kreeg Elon Musk de vraag wat hij tegen Dmitri Rogozin, de baas van het Russische ruimtevaartagentschap Roskosmos te zeggen had. Musk antwoordde met: “De trampoline werkt”. Dit was een sneer terug naar het moment dat Rogozin in 2014 richting NASA, dat toen drie jaar zonder bemand ruimteschip zat, had geschamperd dat ze misschien misschien maar een trampoline naar de ruimte moesten bouwen.
- President Trump gebruikte beeldmateriaal van NASA van de DM2-lancering voor een campagnespot. Voormalig astronaute Karen Nyberg, echtgenote van Doug Hurley, beklaagde zich erover dat beelden van haar en haar zoon ongevraagd waren gebruikt voor wat ze als “politieke propaganda” bestempelde. Ook is het bij wet verboden om beeldmateriaal van NASA of actieve NASA-astronauten voor commerciële of politieke doeleinden te gebruiken. De Trump-campagne moest de spot zodoende terugtrekken.[15]
- DM2 mocht maximaal 114 dagen duren. De gebruikte zonnepanelen van de achterbak waren namelijk niet goedgekeurd voor een vlucht langer dan 119 dagen. SpaceX had deze goedkopere zonnecellen gebruikt omdat de vlucht aanvankelijk maar 14 dagen zou duren. Dragon C205 die in een eerdere planning voor deze vlucht was gereserveerd was ook niet voor een verlengde vlucht bedoeld. C205 werd echter voor de in flight Abort Abort-test gebruikt. De Endeavour is met een “normale” achterbak wel geschikt voor langere ruimtemissies.
- Op de volgende vlucht van de Endeavour zou Bob Behnkens echtgenote Megan McArthur naar het ISS reizen.
- In 2021 schafte SpaceX twee schepen aan waarmee ze de in zee landende neuskegelhelften van hun Falcon-raketten gaan bergen en de varende landingsplatforms voor Falcon-booster begeleiden. Deze werden Bob en Doug gedoopt naar de DM2-bemanning.
- Op 7 april 2022 verscheen de door Elizabeth Chai Vasahelyi en Jimmy Chin geproduceerde documentaire Return to Space op Netflix. Deze beschrijft de missie en de totstandkoming daarvan.
- Hurley en Behnken ontvangen op 31 januari 2023 de Congressional Space Medal of Honor uit handen van vice president Kamala Harris voor hun getoonde moed bij deelname aan de eerste bemande testvlucht van de Crew Dragon.[16]